# Rafał Piszcz
Rafał Maciej Piszcz (Poznań, Grande Polónia, 24 de outubro de 1940 — Poznań, Grande Polónia, 12 de setembro de 2012) foi um canoísta polaco especialista em provas de velocidade.

## Carreira
Foi vencedor da medalha de bronze em K-2 1000 m em Munique 1972, junto com o seu colega de equipa Władysław Szuszkiewicz.